# Tysmenytsia
Tysmenytsia (em ucraniano:  Тисмениця; em polonês/polaco:  Tyśmienica) é uma cidade da Ucrânia, situada no Oblast de Ivano-Frankivsk. Tem 38 km² de área e sua população em 2020 foi estimada em 9.175 habitantes.